# いきいきワイド 雨の日晴れの日曇りの日
『いきいきワイド 雨の日晴れの日曇りの日』（いきいきワイド あめのひはれのひくもりのひ）は、1977年から1983年3月まで西日本放送ラジオで放送されたラジオ番組。

## タイムテーブル（1980年）
- 13:00 オープニング